# Landschaftsschutzgebiet Ruhrtal und Wennetal bei Wennemen

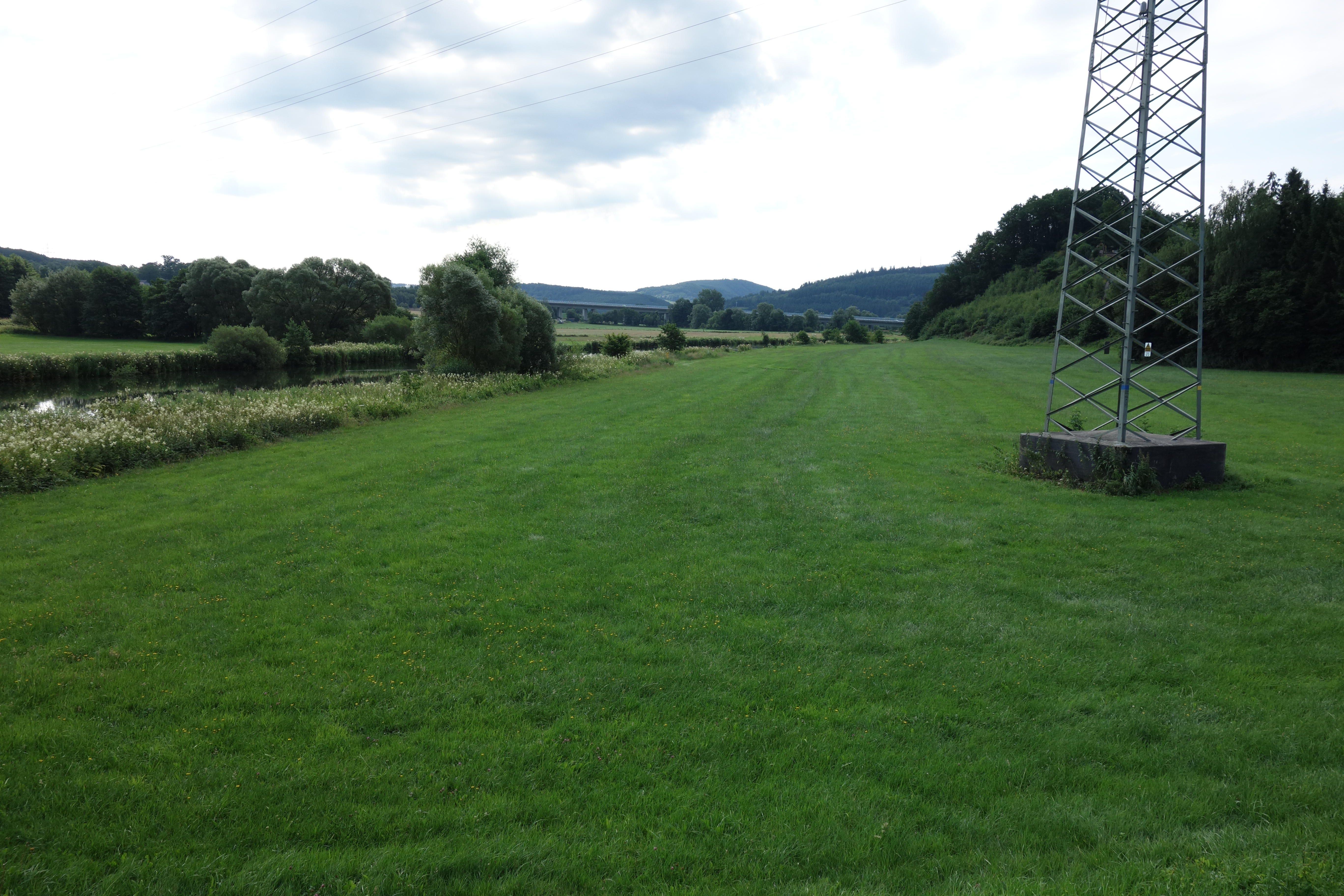
Grünland und Ruhr gehören zum Landschaftsschutzgebiet Ruhrtal und Wennetal bei Wennemen

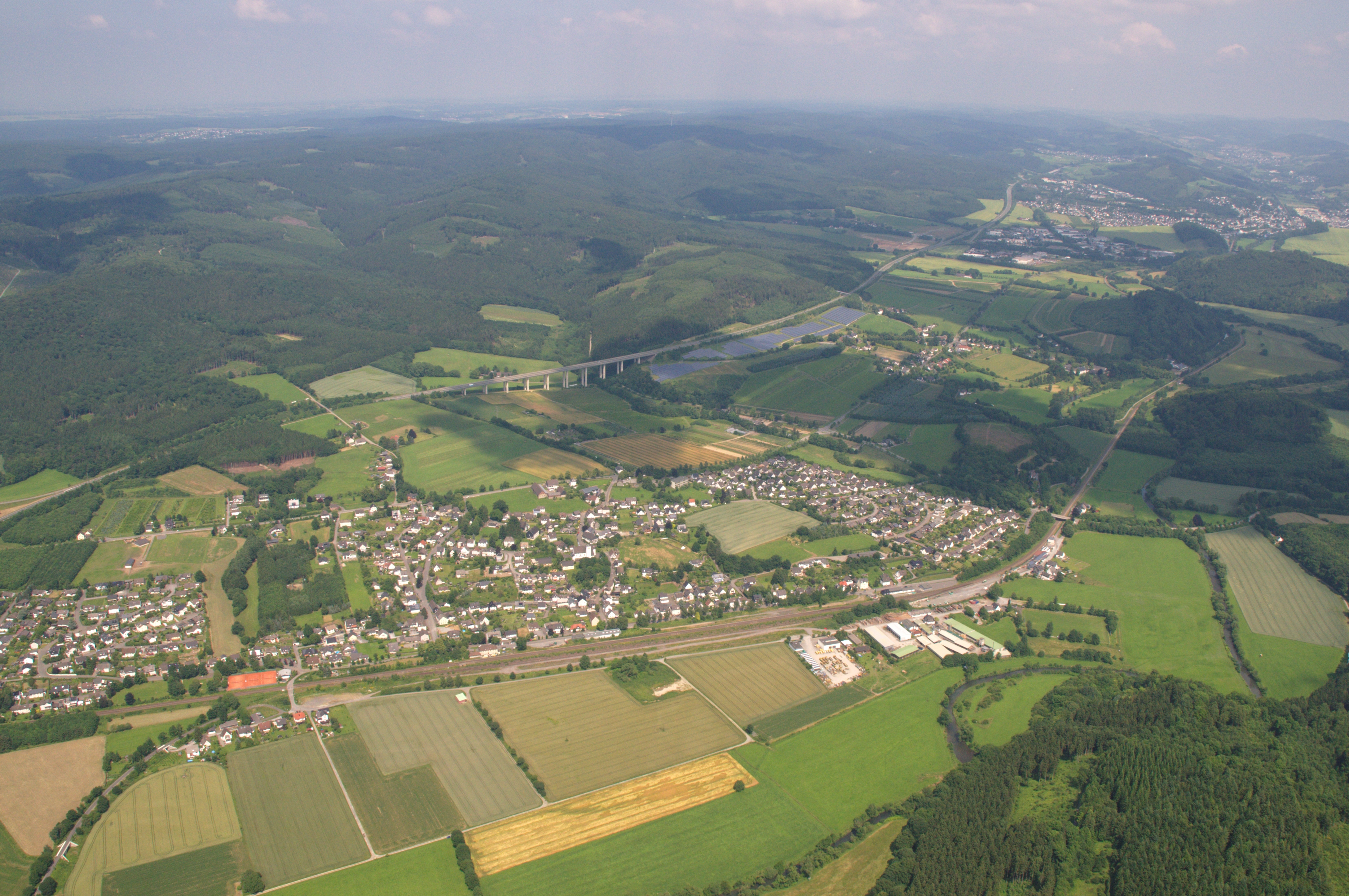
Landschaftsschutzgebiet Ruhrtal und Wennetal bei Wennemen (Grünland und Äcker im Vordergrund)

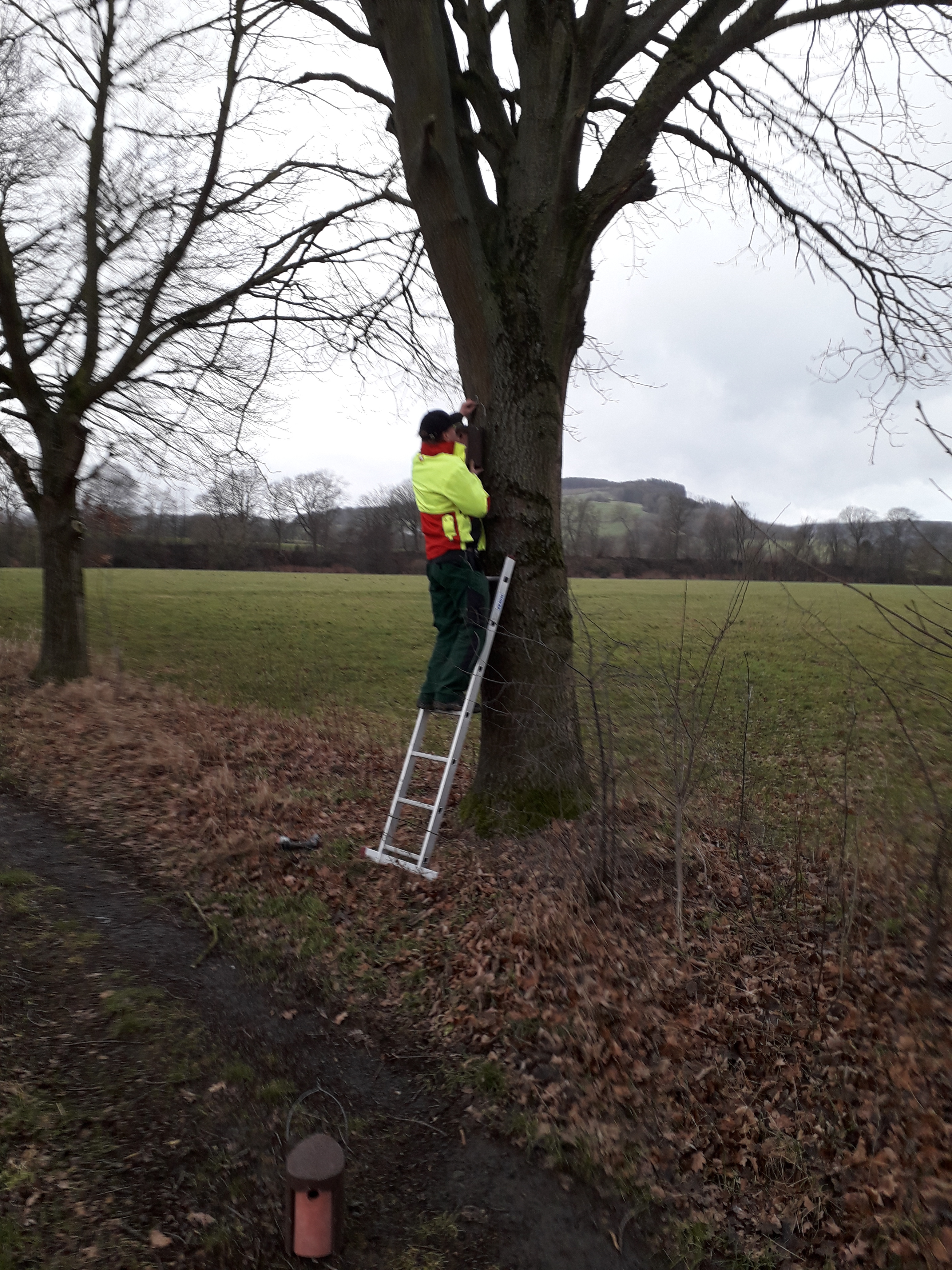
Aufhängen von Nistkasten für Feldsperling durch den Verein für Natur- und Vogelschutz im Hochsauerlandkreis im LSG

Das Landschaftsschutzgebiet Ruhrtal und Wennetal bei Wennemen mit 180,1 ha lag im Stadtgebiet von Meschede und im Hochsauerlandkreis. Das Gebiet wurde 1994 mit dem Landschaftsplan Meschede durch den Kreistag des Hochsauerlandkreises als Landschaftsschutzgebiet (LSG) ausgewiesen. Das LSG war eines von 102 Landschaftsschutzgebieten in der Stadt Meschede. In der Stadt gab es ein Landschaftsschutzgebiet vom Typ A, 51 Landschaftsschutzgebiete vom Typ B und 50 Landschaftsschutzgebiete vom Typ C. Das Landschaftsschutzgebiet Ruhrtal und Wennetal bei Wennemen wurde als Landschaftsplangebiet vom Typ C, Wiesentäler, ausgewiesen. Bei der Neuaufstellung des Landschaftsplan Meschede wurde das LSG auf das Landschaftsschutzgebiet Berger Wennetal, das Naturschutzgebiet Wennetal (Meschede) und das Naturschutzgebiet Ruhrtal mit Wennemündung aufgeteilt.

## Beschreibung
Das LSG lag westlich und südlich von Wennemen. Das LSG ging teils bis an den Siedlungsrand und bestand aus zwei Teilflächen. Die Bundesautobahn 46 teilte das LSG. Im LSG befanden sich die Ruhr und Wenne mit Grünland und Acker in der Flussaue. Im Wennetal ging das LSG bis an die Stadtgrenze. Das Naturschutzgebiet Ruhrtal bei Laer grenzte östlich und das Naturschutzgebiet Kehling / Stuckerlen südlich an LSG an.

## Schutzvorschriften
Wie in den anderen Landschaftsschutzgebieten vom Typ C im Landschaftsplangebiet Meschede besteht in diesem LSG ein Umwandlungsverbot von Grünland und Grünlandbrachen in Acker oder andere Nutzungsformen. Eine Erstaufforstung und eine Anlage von Weihnachtsbaumkulturen ist verboten. Eine maximal zweijährige Ackernutzung innerhalb von zwölf Jahren ist erlaubt, falls damit die Erneuerung der Grasnarbe vorbereitet wird. Dies gilt als erweiterter Pflegeumbruch. Beim erweiterten Pflegeumbruch muss ein Mindestabstand von fünf Metern vom Mittelwasserbett eingehalten werden.

## Schutzzweck
Die Ausweisung erfolgte zur Ergänzung der Naturschutzgebiets-Ausweisung von Meschede um ein Offenlandbiotop-Verbundsystem zu schaffen, damit Tiere und Pflanzen Wanderungs- und Ausbreitungsmöglichkeiten behalten, und dem Erhalt der Vorkommen geschützter Vogelarten sowie dem Schutz artenreicher Pflanzengesellschaften.